# Christoph Knauder
Christoph Knauder (* 7. April 1982 in Wolfsberg) ist ein österreichischer Naturbahnrodler. Er bildet zusammen mit seinem Bruder Thomas ein Doppelsitzerpaar. Sie gewannen bisher dreimal die Gesamtwertung im Interkontinental-Cup, erzielten in Weltcuprennen als bestes Resultat einen fünften Platz und erreichten bei Welt- und Europameisterschaften zweimal den sechsten Rang. Im Jahr 2008 wurden sie Österreichische Staatsmeister im Doppelsitzer. Im Interkontinental-Cup startet Christoph Knauder auch im Einsitzer.

## Karriere
Bei internationalen Juniorenmeisterschaften war Christoph Knauder auch im Einsitzer am Start, erzielte aber die besten Ergebnisse zusammen mit seinem Bruder Thomas im Doppelsitzer. Sie erreichten zwei fünfte Plätze bei den Junioreneuropameisterschaften 2000 und 2001 und einen sechsten Rang bei der Juniorenweltmeisterschaft 2002. Im Jahr 2002 nahmen die Brüder auch an der Europameisterschaft in Frantschach in ihrer nahen Heimat teil. Von zehn gewerteten Doppelsitzerpaaren belegten sie den sechsten Platz.
In den nächsten Jahren startete Christoph Knauder im Interkontinental-Cup sowohl im Einsitzer als auch im Doppelsitzer. Die besseren Resultate erzielte er wieder zusammen mit seinem Bruder im Doppelsitzer und in der Saison 2005/2006 gewannen sie mit zwei Siegen und weiteren zwei Podestplätzen die Doppelsitzer-Gesamtwertung. Sie konnten sich auch zum zweiten Mal für eine Europameisterschaft qualifizieren, erreichten in Umhausen aber nur den zehnten Platz.
Im Winter 2007/2008 gewannen sie zum zweiten Mal die Doppelsitzer-Gesamtwertung im Interkontinental-Cup und wurden Österreichische Staatsmeister im Doppelsitzer. Damit kamen sie auch wieder ins österreichische Aufgebot für die Europameisterschaft 2008 in Olang, wo sie den neunten Platz belegten. Eine Woche nach der EM bestritten sie in Železniki ihre ersten beiden Weltcuprennen. Das erste Rennen beendeten sie an sechster Position und im zweiten erreichten sie als bestes österreichisches Paar den fünften Rang. Im Gesamtklassement der Saison 2007/2008 bedeutete dies Platz 14.
Als IC-Cup-Gesamtsieger des Vorjahres hatten die Knauder-Brüder auch im ersten Weltcuprennen der Saison 2008/2009 einen Fixstartplatz, allerdings erreichten sie diesmal nur den achten Platz. In der weiteren Saison kam sie nur noch einmal im Weltcup zum Einsatz, wurden wieder Achte und belegten als Gesamt-Zwölfte den vorletzten Platz im Endklassement. Dennoch konnten sie sich für die Weltmeisterschaft 2009 in Moos in Passeier qualifizieren, wo sie als zweitbeste Österreicher den sechsten Platz erreichten.
In der Saison 2009/2010 bestritten Christoph und Thomas Knauder keine Weltcuprennen. Sie starteten nur im Interkontinental-Cup und gewannen dort zum dritten Mal die Gesamtwertung. Für die Europameisterschaft 2010 in St. Sebastian gelang ihnen die teaminterne Qualifikation gegen das Doppel Thomas Kammerlander/Christoph Regensburger nicht. In der Saison 2010/2011 nahmen Thomas und Christoph Knauder wieder an einem Weltcuprennen teil. Am 16. Jänner belegten sie in Gsies den achten Platz. Zwei Wochen später nahmen sie auch an der Weltmeisterschaft 2011 in Umhausen teil, wo sie ebenfalls Achte wurden. Im Interkontinentalcup erreichten sie in diesem Winter mit zwei Siegen den zweiten Gesamtrang. In der Saison 2011/2012 starteten die Knauder-Brüder erneut nur im Interkontinentalcup. Mit drei Podestplätzen erreichten sie den dritten Rang in der Gesamtwertung.

## Erfolge

### Weltmeisterschaften
- Moos in Passeier 2009: 6. Doppelsitzer
- Umhausen 2011: 8. Doppelsitzer

### Europameisterschaften
- Frantschach 2002: 6. Doppelsitzer
- Umhausen 2006: 10. Doppelsitzer
- Olang 2008: 9. Doppelsitzer

### Juniorenweltmeisterschaften
- Gsies 2002: 6. Doppelsitzer, 21. Einsitzer

### Junioreneuropameisterschaften
- Umhausen 2000: 5. Doppelsitzer
- Tiers 2001: 5. Doppelsitzer

### Weltcup
- 5 Platzierungen unter den besten zehn

### Österreichische Meisterschaften
- Österreichischer Staatsmeister im Doppelsitzer 2008